# Santa Cruz Esporte Clube (Acre)
Santa Cruz Esporte Clube, mais conhecido como Santa Cruz do Acre, é um clube de futebol brasileiro sediado em Rio Branco, no estado do Acre. Fundado em 1 de novembro de 2022, atualmente disputa a Série B Acreana.

## História
O Santa Cruz Esporte Clube foi fundado em 1 de novembro de 2022, em Rio Branco, capital do Acre, como uma Sociedade Anônima do Futebol (SAF). Idealizado pelo empresário Adem Araújo, o clube nasceu com o objetivo de formar atletas e cidadãos por meio do esporte, adotando um modelo de gestão profissional e com forte foco nas categorias de base. Desde sua fundação, a equipe passou a disputar competições estaduais de base promovidas pela Federação de Futebol do Estado do Acre (FFAC), alcançando conquistas expressivas como os títulos do Campeonato Acreano Sub-11, Sub-13, Sub-15 e Sub-20 entre os anos de 2023 e 2024.
Em janeiro de 2025, o Santa Cruz participou pela primeira vez da Copa São Paulo de Futebol Júnior, integrando o Grupo 19 ao lado de Oeste, Palmeiras e Náutico-RR. Apesar da estreia com derrota para o Palmeiras por 5 a 0, a participação foi considerada importante para dar visibilidade ao projeto do clube e proporcionar experiência aos jovens atletas.
Com centro de treinamento próprio em construção, o clube anunciou planos de estrear na categoria profissional do Campeonato Acreano a partir de 2026. A estrutura, batizada de CT do Cupuaçu, conta com campos de treinamento, alojamento, academia, refeitório e departamento médico, além de oferecer suporte social e psicológico aos atletas.

## Estatísticas
|  | Participações em 2025 |

| Competição | Competição | Temporadas | Melhor campanha | Estreia | Última | P | R |
| Acre       | Série B    | 1          | Estreia (2025)  | 2025    | 2025   | – |   |